# Jessica Rosenthal
Jessica Rosenthal (Hameln, 28 ottobre 1992) è una politica tedesca e deputata del Bundestag dal 2021 per il Partito Socialdemocratico di Germania .